# La coronación de Eduardo VII (película de 1902)
La coronación de Eduardo VII (en inglés: The Coronation of Edward VII, Reproduction, Coronation Ceremonies, King Edward VII y Coronation of King Edward) es un cortometraje de 1902 dirigido por Georges Méliès y producido por Charles Urban, y que simula abreviadamente la ceremonia de coronación de los reyes Eduardo VII del Reino Unido y Alejandra de Dinamarca, producido antes de la coronación real, y estrenado el mismo día.
Urban, después de un intento fallido de obtener permiso para filmar la ceremonia real, encargó a Méliès dirigir la versión simulada. La película, realizada al aire libre con un decorado pintado, se planeó como una reproducción realista (aunque muy condensada) de la coronación; Urban investigó varios detalles sobre la ceremonia en Inglaterra, mientras Méliès, en su estudio francés, eligió a sus actores basándose en sus semejanzas con los dignatarios que protagonizarían la ceremonia. La película fue completada a tiempo para la coronación, pero luego que Eduardo cayera enfermo, tanto el evento real como el estreno de la película fueron pospuestos.
La película se estrenó en el Día de la Coronación con gran éxito en Gran Bretaña y otros lugares, aunque al menos un periodista criticó duramente a Urban y Méliès por falsificar la ceremonia. Según los informes, el propio rey Eduardo estaba encantado con la película, y sigue siendo una de las obras mejor recibidas de Méliès.

## Argumento
Eduardo VII y Alejandra de Dinamarca entran procesionalmente a la Abadía de Westminster, donde al rey se le administra el juramento de coronación y se le presenta una Biblia para besar. El rey es ungido y coronado en la silla de san Eduardo por el Arzobispo de Canterbury, Frederick Temple. El rey y la reina se sientan en sus tronos mientras todos los reunidos les rinden homenaje.

## Antecedentes
La monarca reinante del Reino Unido, la reina Victoria, murió el 22 de enero de 1901, en cuyo momento su hijo mayor, Alberto Eduardo, Príncipe de Gales, se convirtió en el rey Eduardo VII. La ceremonia de coronación para Eduardo y su esposa Alejandra, con quien se había casado en 1863, fue programada para el 26 de junio de 1902.
El cineasta francés Méliès ya había logrado la aclamación con sus innovadoras películas La Cenicienta (1899) y Juana de Arco (1900), y en el verano de 1902 estaba terminando su trabajo en lo que sería su mayor éxito, Viaje a la Luna. Ya había filmado varios "noticiarios reconstruidos", representaciones escenificadas de eventos actuales, y el año 1902 marcó sus tres últimos trabajos en el género: La catástrofe de la Martinica, La Catástrofe del globo "Le Pax", y el último y más complejo de todos, La coronación de Eduardo VII.
Urban, un empresario estadounidense, había venido a Londres como agente de Thomas Edison, pero se había separado de Edison en 1897 para convertirse en el director de Warwick Trading Company. Urban fue el representante en Londres de Star Film Company durante el período más fructífero de Méliès, y también, ocasionalmente, distribuyó las películas de Méliès en Estados Unidos a través de Biograph Company.

## Producción

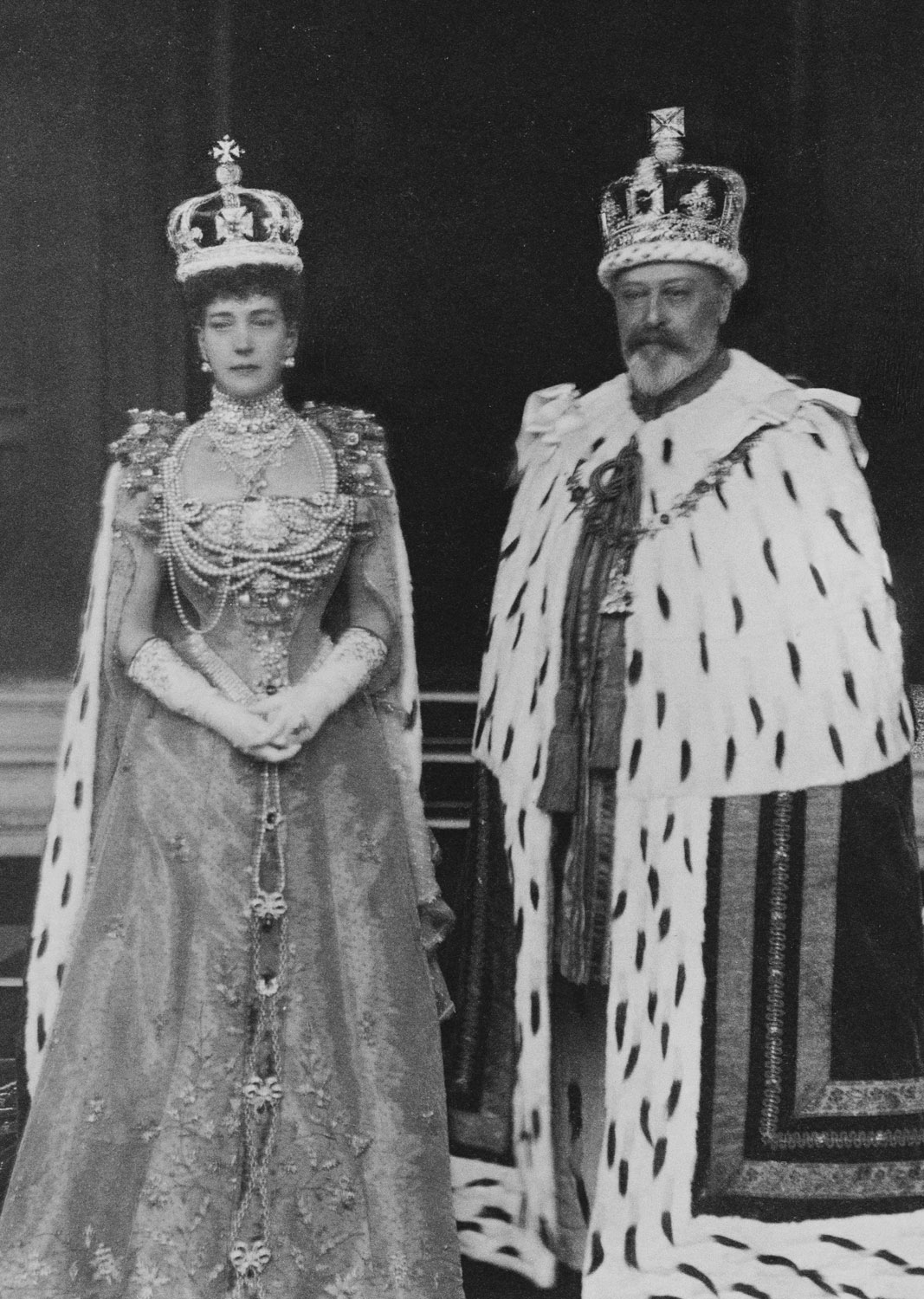
Eduardo VII y Alejandra de Dinamarca con sus túnicas de coronación.
Fotografía, 9 de agosto de 1902.

Urban estaba ansioso por filmar la coronación real, pero se le negó el permiso; incluso si se hubiera dado, la Abadía de Westminster habría sido demasiado oscura para filmar, y la cámara habría sido problemáticamente ruidosa. Méliès y Urban decidieron filmar una simulación por etapas del evento; se acordó que Méliès dirigiría la película en su estudio en Montreuil, Seine-Saint-Denis, mientras que Urban encargaría y financiaría el proyecto.
Inicialmente, Méliès consideró la posibilidad de filmar la ceremonia en el estilo teatral descaradamente artificial que solía utilizar para sus películas de fantasía: inclusive una idea, aparentemente sugerida por Méliès a Urban en una carta, hubiera sido que la reina Victoria, recientemente fallecida, apareciera en una visión. Sin embargo, Urban tenía la intención de una visión más realista de la ceremonia por venir. En una carta fechada el 26 de mayo, escribió a Méliès:

He decidido (...) solo producir la Ceremonia de Coronación y la única escena dura entre 5 y 8 minutos. (...) Mencioné este asunto a varios altos funcionarios y me dijeron que si lo hacíamos bien, que tal vez el Rey me ordenará que se lo muestre. Por lo tanto, debe ser su obra maestra (...) Nota: no coloque su marca en ningún lugar de la imagen.

Urban obtuvo una descripción detallada de los rituales de la ceremonia por parte del oficial del protocolo real y se la pasó a Méliès, así como algunas fotografías de la Abadía y varios consejos, tales como:

Los maquillajes o imitaciones deben ser perfectos. En realidad, el Rey es varias pulgadas más bajo que la Reina, pero esto no debe mostrarse en la imagen. El Rey es muy sensible en este punto, y siempre desea parecer un poco más alto que la Reina.

Urban también visitó Montreuil durante la producción para verificar el trabajo, e insistió en que se usara su propia cámara para filmar. Según sus recuerdos al final de su vida, el pionero del cine británico George Albert Smith, un colega de Urban, viajó al estudio de Méliès para operar la cámara.
La película condensó las varias horas de la ceremonia en un sola toma de seis minutos que abarcó los momentos más importantes. La producción utilizó unos cuarenta actores en total, elegidos por su similitud con las figuras que retrataron: la reina Alejandra fue interpretada por una actriz del Teatro del Châtelet, y el rey Eduardo por un asistente del lavadero que más tarde repitió su papel real en El túnel bajo el Canal de La Mancha de 1907. También apareció el sobrino de Méliès, Paul, como el asistente que lleva la espada ceremonial del rey.
Méliès, que pudo haber viajado a la Abadía de Westminster para investigar el lugar de la película, diseñó y construyó un elaborado conjunto de trampantojos, para mostrar el crucero norte de la Abadía desde el punto de vista del cruce de la nave. Redujo las proporciones para adaptarse al ancho de la lente disponible para él; sin embargo, el set terminado era aún demasiado grande para su estudio, y por lo tanto se instaló al aire libre, contra la pared de su propio jardín en Montreuil. Méliès, que nunca perdió la escenografía, reutilizó los tronos y sillones construidos para el set en numerosas películas posteriores, como El túnel bajo el Canal de La Mancha y El palacio de las mil y una noches. Méliès filmó dos tomas de la coronación, una para distribución británica por Warwick y otra para distribución estadounidense por la Biograph Company; durante el proceso de edición, intercambió las terminaciones de las dos tomas, probablemente para proporcionar a los espectadores británicos la versión más precisa posible de la ceremonia. Más tarde, cuando su estudio estableció una oficina estadounidense, Méliès retomó la práctica de filmar dos negativos simultáneamente, uno para los mercados nacionales y otro para los derechos de autor en Nueva York.

## Estreno y recepción

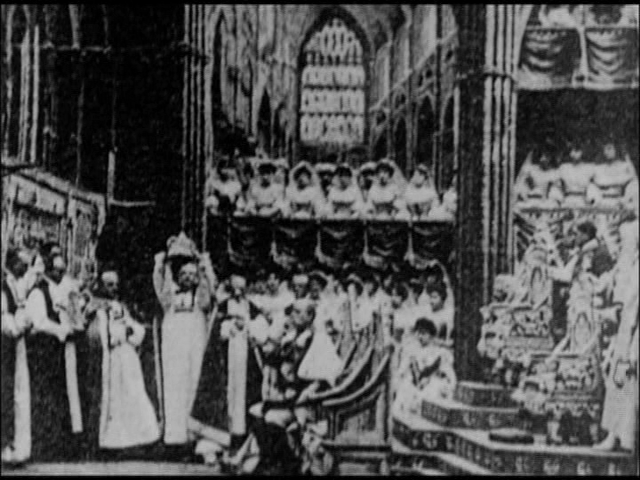
Fotograma del filme.

La película se completó el 21 de junio, a tiempo para la ceremonia programada el día 26. Sin embargo, el día 24, Eduardo fue diagnosticado con apendicitis, enfermedad que en la época tenía una alta tasa de mortalidad, y las operaciones para ella no eran de uso común, pero que gracias a la cirugía con técnicas de anestesia y antisepsia recientemente desarrolladas era posible. Frederick Treves, con el apoyo de Joseph Lister, trató con éxito la enfermedad utilizando el método entonces poco convencional de drenaje del absceso a través de una incisión, y la salud de Eduardo mejoró considerablemente al día siguiente. Con el rey recuperándose satisfactoriamente, la coronación se trasladó al 9 de agosto.
La película se pospuso en consecuencia, y se estrenó en la noche del Día de la Coronación en el Alhambra Theatre de Londres. Urban instaló una cámara en la coronación real para capturar la llegada y salida de los carruajes antes y después de la ceremonia, y agregó estas tomas al principio y al final de la película de Méliès para aumentar su verosimilitud. Estas imágenes se presumen perdidas actualmente, aunque algunos de estos fotogramas se preservan en el Archivo Nacional de BFI en Londres. Debido a la fatigada recuperación de Eduardo de su operación, algunas partes de la ceremonia que se muestran en la película fueron omitidas en la coronación real.
A diferencia de la mayoría de las películas de Méliès, La coronación de Eduardo VII no se publicitó en los catálogos de Star Film Company, pero fue vendida por Urban en su Warwick Trading Company, así como por Biograph Company bajo títulos alternativos, publicitándose como una simulación por etapas del evento. Fue aceptado como tal por el público, aunque un escritor en el diario ilustrado francés Le Petit Bleu criticó duramente la película por ser artificial:

¡Honorables ingleses, os están engañando! (...) Por supuesto que se os mostrará algo, pero será -necesitamos la palabra correcta- una puesta en escena, un farol, teatro amateur. El Eduardo VII que mostrarán solemnemente en su trono, la Reina Alejandra, amable y sobria, que tomará su lugar a su lado, serán actores de pie coronados en Montreuil, en una sala falsa, decorada con lienzos pintados y amueblados con sillones de cartón!

La película fue un éxito popular inmediato, pasando desde ser cabeza de cartel en el Alhambra, a través del circuito de los salones de music hall Empire Palace de Inglaterra, y de ahí a su distribución en todo el mundo. En Estados Unidos, donde la película estuvo disponible unos días después de la ceremonia, el showman Lyman H. Howe la exhibió junto con otras imágenes de Londres y del desfile del Día de la Coronación para crear una presentación larga y muy bien recibida. Un crítico estadounidense comentó:

Parece casi increíble creer que el arte del fotógrafo haya alcanzado un punto en el que el trabajo detallado de un evento tan importante como la coronación de un rey pueda reproducirse tan fielmente (...) Por ejemplo, incluso la fibra de las hermosas y delicadas cortinas, los hermosos disfraces de las damas, las elaboradas decoraciones, son fácilmente discernibles.

Méliès usó su parte de las considerables ganancias de La coronación de Eduardo VII para producir dos películas principales adicionales el mismo año: Las aventuras de Robinson Crusoe y El viaje de Gulliver a Lilliput y al país de los gigantes.
En complejidad y notoriedad, La coronación de Eduardo VII sigue siendo el segundo de los noticiarios cinematográficos de Méliès, luego del docudrama El caso Dreyfus de 1899. En sus estudios de Méliès, John Frazer comentó apreciativamente sobre la "dignidad y moderación" de la película, y Elizabeth Ezra destacó la "interacción entre fantasía y realismo" de la película que invita a "los espectadores a cuestionar la distinción entre dos modos representativos". Unos días después de la coronación, la película se proyectó para el propio Eduardo VII, quien encontró el filme encantador. Según los informes, comentó: "¡Muchas felicidades! ¡Esto es espléndido! Qué maravilloso aparato es el cine. Se ha encontrado una manera de registrar incluso las partes de la ceremonia que no tuvieron lugar".